# Línea 7C (ALESA)

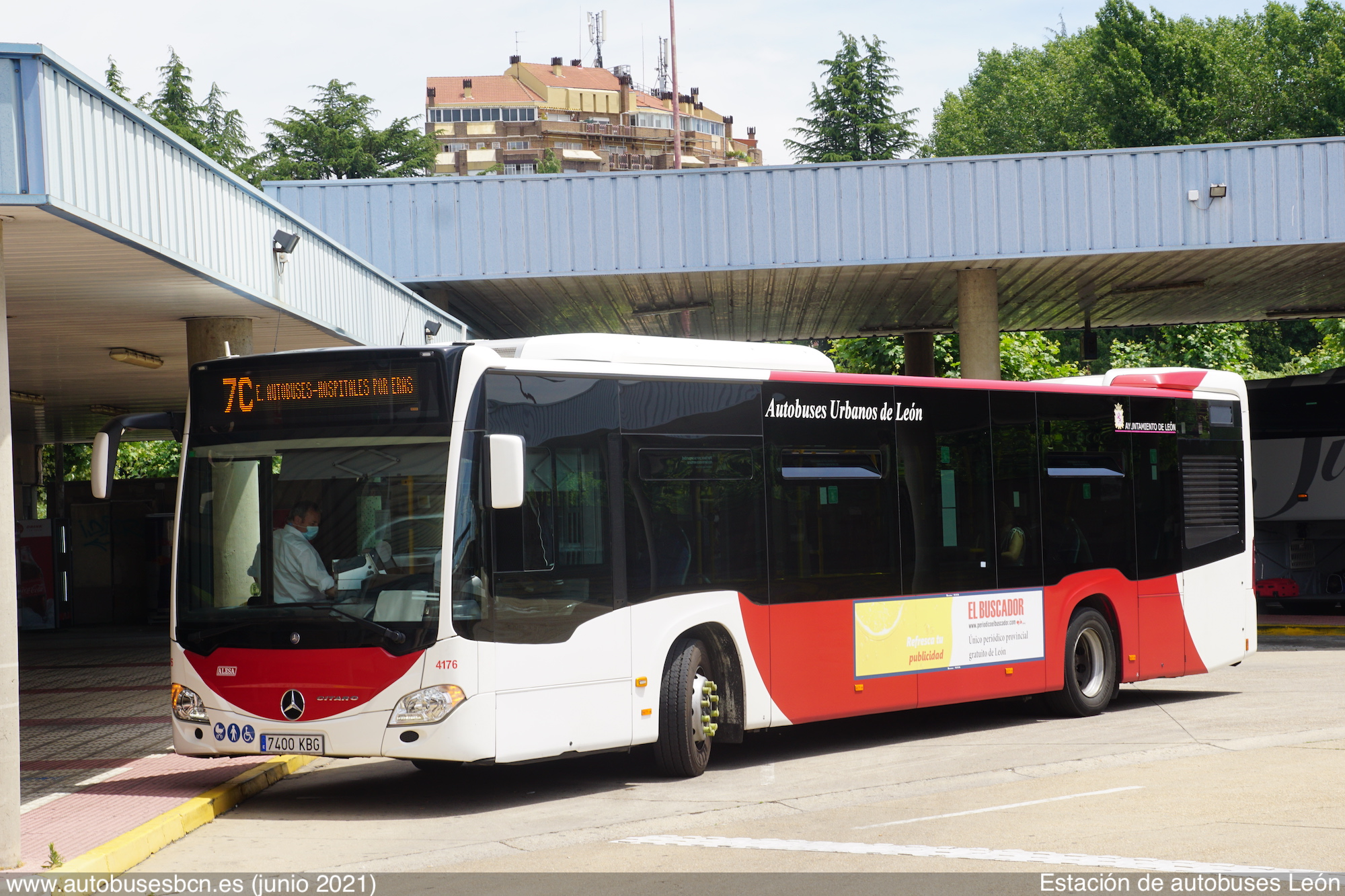
Línea 7C en la Estación de autobuses de León

La línea 7C de ALESA es una línea de autobús urbano de la ciudad de León (España). Se trata de una línea circular que recorre la ciudad desde el sur hasta norte, empezando en la Estación de Autobuses y terminando en el Hospital de León, pasando por los barrios de El Crucero, Pinilla, Polígono 58, Eras de Renueva, Ventas, San Mamés, La Palomera, El Ejido, Polígono X y La Chantría. Esta línea dispone de servicio para personas con discapacidad.

## Características
La línea 7C es, desde 2017, una de las dos líneas circulares de la red de ALESA, característica compartida con la línea 9C. Hasta aquel momento realizaba el trayecto Estación de Autobuses-Hospitales, con un recorrido idéntico al actual en los servicios por Eras de Renueva.

### Frecuencias
| Lunes-viernes laborables | Lunes-viernes laborables | Sábados, domingos y festivos | Sábados, domingos y festivos | Sábados, domingos y festivos | Sábados, domingos y festivos |
| ambos sentidos           | ambos sentidos           | Dirección Hospitales         | Dirección Hospitales         | Dirección Est. Autobuses     | Dirección Est. Autobuses     |
| ------------------------ | ------------------------ | ---------------------------- | ---------------------------- | ---------------------------- | ---------------------------- |
| de 7:15 a 22:15          | cada 30 min.             | de 7:00 a 22:00              | cada 60 min.                 | de 7:30 a 22:30              | cada 60 min.                 |

### Material asignado
-Mercedes Benz Citaro 2: 4176 y 4177.

## Recorrido
Esta línea, desde la Estación de Autobuses, sale hacia la calle Astorga y bordea los barrios de El Crucero y Pinilla  yendo por las avenidas de La Magdalena y San Ignacio de Loyola. Tras pasar por el Hospital San Juan de Dios, gira a General Gutiérrez Mellado y cruza el Bernesga internándose en el bario de Eras de Renueva. Recorre la avenida Reyes Leoneses hasta la glorieta del Edificio Europa y continúa hacia Álvaro López Núñez. Desde aquí toma la carretera de Asturias y, seguidamente, Prolongación Policarpo Mingote parando entre los barrios de La Inmaculada y Las Ventas antes de llegar al complejo hospitalario.
Desde los Hospitales, baja por Peña Labra hacia Mariano Andrés y la avenida Universidad. Desde el centro de salud de La Palomera sigue por San Juan de Sahagún, Jorge de Montemayor, González de Lama y San Pedro, acercándose a la plaza de Puerta Obispo para girar a José María Fernández. Ya en el barrio de El Ejido va por Batalla de Clavijo hasta Daoiz y Velarde, y luego a Pendón de Baeza. Rodeando la plaza de Santa Ana accede a Alcalde Miguel Castaño y traza toda la avenida Fernández Ladreda para llegar a Ingeniero Sáenz de Miera y la Estación de Autobuses.
| DST+l black | STRgq black | STR+r black |

| STRf black |  | STRg black |

| HST black |  | HST black |

| HST black |  | HST black |

| HST black |  | HST black |

| HST black |  | HST black |

| HST black |  | HST black |

| HST black |  | HST black |

| HST black |  | HST black |

| HST black |  | HST black |

| HST black |  | HST black |

| HST black |  | HST black |

| HST black |  | HST black |

| HST black |  | HST black |

| HST black |  | HST black |

| HST black |  | HST black |

| HST black |  | HST black |

| HST black |  | HST black |

| HST black |  | HST black |

| HST black |  | STRg black |

| STRl black | STRfq black | DSTr black |

| DST+l black | STRgq black | STR+r black |

| STRf black |  | STRg black |

| HST black |  | HST black |

| HST black |  | HST black |

| HST black |  | HST black |

| HST black |  | HST black |

| HST black |  | HST black |

| HST black |  | HST black |

| HST black |  | HST black |

| HST black |  | HST black |

| HST black |  | HST black |

| HST black |  | HST black |

| HST black |  | HST black |

| HST black |  | HST black |

| HST black |  | HST black |

| HST black |  | HST black |

| HST black |  | HST black |

| HST black |  | HST black |

| HST black |  | HST black |

| HST black |  | STRg black |

| STRl black | STRfq black | DSTr black |

| DST+l black | STRgq black | STR+r black |

| STRf black |  | STRg black |

| HST black |  | HST black |

| HST black |  | HST black |

| HST black |  | HST black |

| HST black |  | HST black |

| HST black |  | HST black |

| HST black |  | HST black |

| HST black |  | HST black |

| HST black |  | HST black |

| HST black |  | HST black |

| HST black |  | HST black |

| HST black |  | HST black |

| HST black |  | HST black |

| HST black |  | HST black |

| HST black |  | HST black |

| HST black |  | HST black |

| HST black |  | HST black |

| HST black |  | HST black |

| HST black |  | STRg black |

| STRl black | STRfq black | DSTr black |

| DST+l black | STRgq black | STR+r black |

| STRf black |  | STRg black |

| HST black |  | HST black |

| HST black |  | HST black |

| HST black |  | HST black |

| HST black |  | HST black |

| HST black |  | HST black |

| HST black |  | HST black |

| HST black |  | HST black |

| HST black |  | HST black |

| HST black |  | HST black |

| HST black |  | HST black |

| HST black |  | HST black |

| HST black |  | HST black |

| HST black |  | HST black |

| HST black |  | HST black |

| HST black |  | HST black |

| HST black |  | HST black |

| HST black |  | HST black |

| HST black |  | STRg black |

| STRl black | STRfq black | DSTr black |